# Piombino Dese
Piombino Dese (velenceiül Pionbin) település Olaszországban, Veneto régióban, Padova megyében. Lakosainak száma 9397 fő (2023. január 1.). Piombino Dese Camposampiero, Loreggia, Resana, Vedelago, Trebaseleghe, Morgano, Istrana és Zero Branco községekkel határos.

## Népesség
A település lakossága az elmúlt években az alábbi módon változott:
| Lakosok száma | 9558 | 9539 | 9397 |
|               | 2017 | 2018 | 2023 |